# میرزا هادی خان کارگزار
میرزا هادی خان کارگزار سیاستمدار و عارف اهل ایران بود. وی در دوران سلطنت ناصرالدین شاه قاجار سمت «مهام خارجه کرمانشاهان» را بر عهده داشت.

## سمت دبیر مهام خارجه
در زمان سلطنت ناصری سمتی با عنوان «دبیر مهام خارجه» وجود داشت. این سمت هم به عنوان لقب به افراد اعطا می‌شد و هم به عنوان یک شغل. واژۀ مَهام جمع کلمۀ مُهم و به معنای امور مهم و بااهمیت است. «دبیر مهام» معادل با قائم مقام وزارت دولت‌های خارجه بود و «دبیری مهام خارجه» معادل با معاونت یا کفالت وزارت خارجه به شمار می‌آمد. میرزا هادی خان کارگزار، کارگزار این عنوان در کرمانشاه بود و به مسائل مرتبط با امور مرزی و کشور همسایه رسیدگی می‌کرد.
چنانچه در سفرنامۀ ناصرالدین‌شاه به عتبات عالیات آمده، وی در جریان این سفر در کرمانشاه دیداری با شاه داشته که وزیر امور خارجۀ عثمانی، ناظم افندی و شارژ دافرِ مقیم تهران، فهمی افندی شهبندر عثمانی میرزا موسی گیلانی ناظر امور سرحدیه هم در آن حضور داشته‌اند. در این دیدار دربارۀ حل و فصل مسائل مرزی صحبت شده‌است. در طول مسیر نیز وی و دیگر مقامات مسئول ناصرالدین‌شاه را همراهی کرده و دربارۀ مسائل مرتبط با رابطۀ ایران و عثمانی از قبیل وضعیت کُردهایی که مرز بین ایران و عثمانی از میان سرزمین آن‌ها می‌گذشت، ایل کُرد احمدوند، و دفن اجساد شیعیان ایران در اماکن زیارتی عثمانی صحبت کرده‌اند.

## خانوادۀ خانه‌خراب
میرزا هادی خان کارگزار پدر میرزا تقی خان کارگزار و پدربزرگ امان‌الله خان و نیز سرتیپ علی خان بود که سمت قره‌سورانی باشی را بر عهده داشت و بعداً در جریان حوادث جنبش مشروطیت به خانه‌خراب معروف شد. به همین دلیل نوادگان وی با نام خانوادگی خانه‌خراب شناخته می‌شوند. سرتیپ علی خان خانه‌خراب نیز دو پسر به نام‌های کیومرث و فریدون خانه‌خراب داشت. کیومرث از پزشکان مردمی کرمانشاه بود که در جریان یک ماجرای عشقی به قتل رسید. فریدون خانه‌خراب نیز که در سوئیس در رشتۀ مهندسی تحصیل کرده‌بود در بازگشت به کرمانشاه در لوله‌کشی آب این شهر با احمد ابراهیمی زنگنه و محمدعلی محمدیان به همکاری پرداخت.
خانوادۀ خانه‌خراب در قبرستان قدیمی کرمانشاه واقع در چهارراه آخرت محلۀ آرامگاه مقبره‌ای خانوادگی دارند که در فهرست آثار ملی ایران به ثبت رسیده‌است.

## باغ میرزا هادی
میرزا هادی خان کارگزار باغی در کرمانشاه خریده‌بود که به محلی برای شکل‌گیری یک محفل عرفانی و هنری تبدیل شده‌بود. این باغ که در کوچۀ خانقاه حدفاصل دو خیابان مدرس و شریعتی کرمانشاه قرار داشت، به محلی برای تمرین و اجرای موسیقی توسط درویشان و اطرافیان میرزا هادی کارگزار تبدیل شده‌بود. مدتی بعد و در رجب ۱۳۴۲ قمری (بهمن و اسفند ۱۳۰۲ خورشیدی و فوریۀ ۱۹۲۴) در این باغ خانقاهی به نام خانقاه اخوت توسط درویشان طریقت نعمت‌اللهی صفی‌علی‌شاهی ساخته‌شد.

## موقوفات
میرزا هادی خان کارگزار در سال ۱۲۹۲ قمری (۱۸۷۵ میلادی و ۱۲۵۴ خورشیدی)املاکی را در کرمانشاه وقف کرد. این موقوفات شامل دو فقره، یکی «شش‌دانگ قریۀ کبوده (نشاط) با تمامی اعیان موجود در آنجا اعم از قلعه و باغ و چهاردانگ حمام مال‌باشی پشت ساختمان بانک ملی سبزه میدان سابق» واقع در محلۀ توپخانۀ کرمانشاه است که وقف عام و خاص شده و عواید آن «مبلغ ۴۰ تومان هر ساله
جهت شریف مکه به منظور روشنایی بین صفا و مروه» اختصاص یافته‌است؛
 و دومین فقره شامل «ثلث موصی، کهریز، روئین‌تن، خرک‌آب، شش‌دانگ حمام حاج عبدالخالق، کاروانسرای میرزا اسداله با دکا کین، کاروانسرای سید ابوالحسن همدانی با دکاکین، کاروانسرای میرزا سلیم‌خان با دکاکین متعلق به آن» در محلۀ برزه‌دماغ است که وقف عام و خاص شده و عواید آن به «اطعام در ماه رمضان، نان و حلوا در تاسوعا تا اربعین» اختصاص یافته‌است.
از جملۀ این موقوفات می‌توان حمام یا چهارحوض سرتیپ در چهارراه اجاق، زمین‌های وقفی از هشتی انقلاب به طرف چال ده‌وریشه‌یل و امتداد چال ده‌وریشه‌یل به طرف بیمارستان پرندیان تا سه‌راهی شریعتی و امتداد خیابان شاه‌بختی (معلم) و پاساژ معلم به طرف کوچه خانقاه اخوت، حمام ملاباشی پشت بانک ملی محله فیض‌آباد را نام برد.